# Кастер (округ, Небраска)
Шаблон:StateAbbr_ 41°23′ пн. ш. 99°44′ зх. д. / 41.39° пн. ш. 99.73° зх. д.
Округ Кастер (англ. Custer County) — округ (графство) у штаті Небраска, США. Ідентифікатор округу 31041.

## Історія
Округ утворений 1877 року.

## Демографія
За даними перепису
2000 року
загальне населення округу становило 11793 осіб, зокрема міського населення було 3516, а сільського — 8277.
Серед мешканців округу чоловіків було 5779, а жінок — 6014. В окрузі було 4826 домогосподарств, 3320 родин, які мешкали в 5585 будинках.
Середній розмір родини становив 2,95.
Віковий розподіл населення поданий у таблиці:
| Стать    | До 15 років | 15-21 | 22-29 | 30-39 | 40-49 | 50-65 | 65-85 | Понад 85 |
| -------- | ----------- | ----- | ----- | ----- | ----- | ----- | ----- | -------- |
| Чоловіки | 1320        | 503   | 387   | 692   | 874   | 957   | 914   | 132      |
| Жінки    | 1201        | 448   | 379   | 729   | 832   | 986   | 1149  | 290      |

## Суміжні округи
- Лоуп — північний схід
- Веллі — північний схід
- Шерман — південний схід
- Баффало — південний схід
- Доусон — південь
- Лінкольн — південний захід
- Логан — захід
- Блейн — північний захід